# 174-й штурмовой авиационный полк
174-й штурмовой авиационный полк — авиационная воинская часть ВВС РККА штурмовой авиации в Великой Отечественной войне.

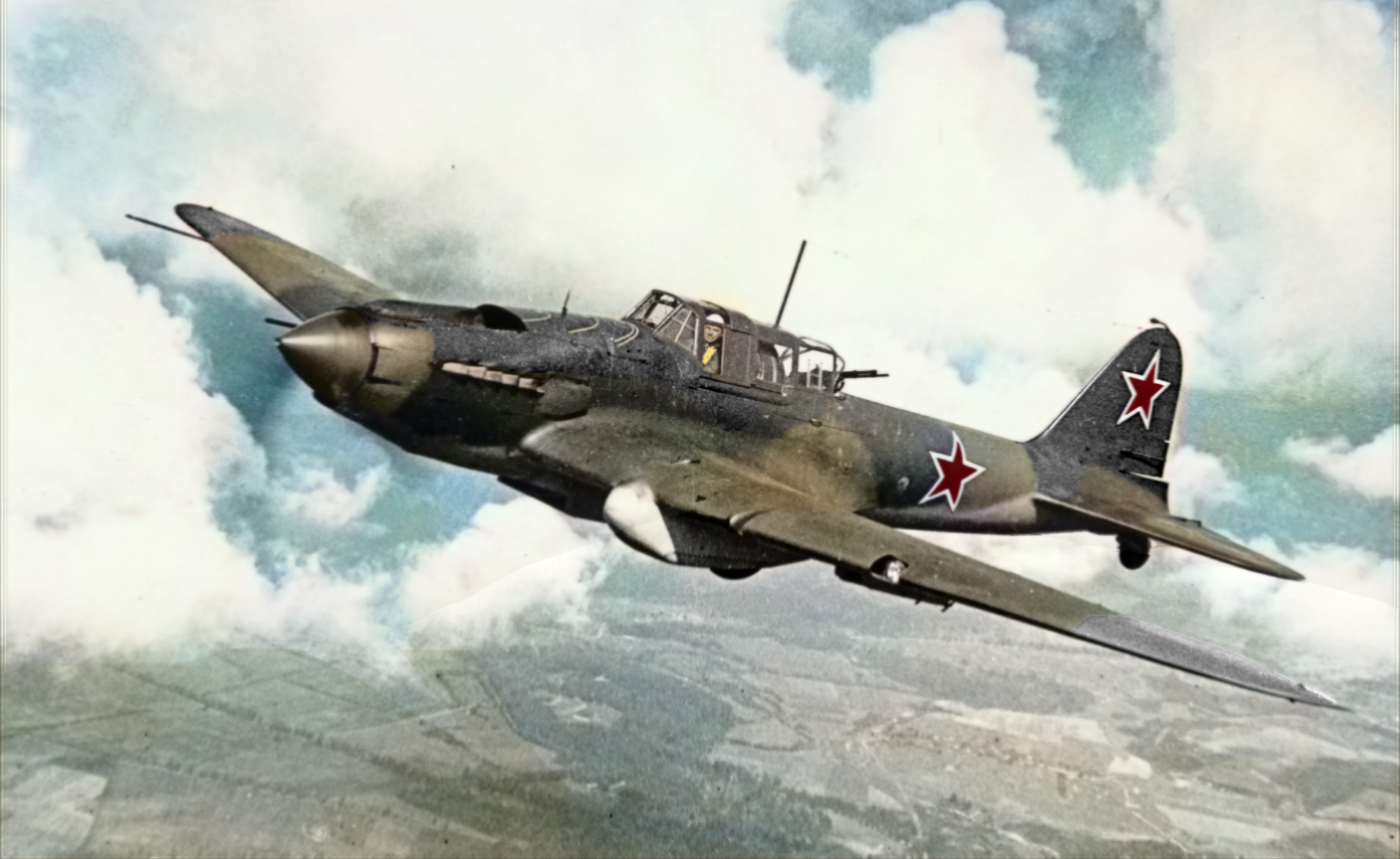
Самолёт Ил-2. На вооружении полка находились такие же с начала июня 1941 года.

## Наименование полка
В различные годы своего существования полк имел наименования:
- 174-й штурмовой авиационный полк[1];
- 15-й гвардейский штурмовой авиационный полк (07.03.1942 г.)[1];
- 15-й гвардейский штурмовой авиационный Невский полк (04.05.1943 г.)[1];
- 15-й гвардейский штурмовой авиационный Невский Краснознамённый полк (09.08.1944 г.)[1];
- 15-й гвардейский штурмовой авиационный Невский Краснознамённый ордена Кутузова полк (26.04.1945 г.)[1];
- 15-й гвардейский штурмовой авиационный Невский Краснознамённый орденов Суворова и Кутузова полк (28.05.1945 г.)[1];
- 15-й гвардейский истребительный авиационный Невский Краснознамённый орденов Суворова и Кутузова полк (04.1956 г.)[1].

## История и боевой путь полка
Полк начал формирование в мае 1941 года в составе ВВС Московского военного округа как 174-й бомбардировочный авиаполк трехэскадрильного состава. В начале июня 1941 года полк начал вооружаться самолётами Ил-2 и переформирован в штурмовой.
На фронте полк с начала августа, вошел в состав 11-й смешанной авиадивизии ВВС Центрального фронта. При перелете на фронтовой аэродром одна из эскадрилий полка потеряла ориентировку, была атакована немецкими истребителями и попала под огонь зенитной артиллерии противника. Все 9 самолётов эскадрильи Ил-2 получили повреждения и были разбиты на вынужденных посадках в районе Брянска. После вхождения в состав 11-й смешанной авиадивизии полк начал боевую работу на Центральном фронте, нанося удары в районе Унечи, Осмоловичей, Родня по танкам, автомашинам и зенитным точкам. В этт период полк базировался на аэродромах Лобки и Картушино. Ввиду своей разрозненности полк уже через три недели утратил боеспособность и осташиеся в живых летчики к 27 августа 1941 года были собраны в Кромах и отправлены в Воронеж за новой техникой.
После получения новых самолётов в Воронеже и доукомплектования в составе 1-й запасной авиабригады полк прибыл Ленинградский фронт и с 20 сентября 1941 года вошел в состав 5-й смешанной авиадивизии ВВС 23-й армии. В составе дивизии полк осуществлял авиационную пожжержку войск 23-й армии, оборонявших Карельский перешеек.  После расфомирования 5-й смешанной авиадивизии полк входил в состав ВВС 23-й армии, затем после формирования на базе управления ВВС 23-й армии 277-й штурмовой авиадивизии вошел в её состав.
За показанные образцы мужества и героизма воинов при защите города Ленинграда приказом Наркома обороны СССР № 70 от 07.03.1942 года полк преобразован в 15-й гвардейский штурмовой авиационный полк.
В составе 277-й штурмовой авиадивизии полк участвовал в прорыве и окончательном снятии блокады Ленинграда, освобождении Новгородской области, боях на территории Прибалтики и Восточной Пруссии. За образцовое выполнение заданий командования в боях с немецкими захватчиками и проявленные при этом доблесть и мужество полк награжден орденами «Красного Знамени», «Кутузова III степени» и «Суворова III степени». За отличия в боях при защите Ленинграда полку 4 мая 1943 года присвоено почётное наименование «Невский».
Закончил войну полк в Восточной Пруссии на аэродроме Йесау, ныне поселок Южный в Багратионовском районе Калининградской области.
В составе действующей армии полк находился с 4 по 28 августа 1941 и с 20 сентября 1941 года по 7 марта 1942 года (как 174-й штурмовой авиационный полк), с 7 марта 1942 года по 11 мая 1945 года (как 15-й гвардейский штурмовой авиационный полк).

## Командиры полка
- майор	Богачев Никита Григорьевич, погиб, 08.1941 — 21.09.1941
- капитан, майор Поляков Сергей Николаевич, погиб, 21.09.1941 — 23.12.1941
- майор, гвардии майор Шалимов Владимир Егорович, погиб, 24.12.1941 — 23.07.1942
- гвардии майор Смышляев Федор Андреевич, погиб, 23.07.1942 — 07.09.1942

## В составе соединений и объединений
| Дата          | Фронт (округ)            | Армия                           | Дивизия                            | Примечания |
| ------------- | ------------------------ | ------------------------------- | ---------------------------------- | ---------- |
| 01.05.1941 г. | Московский военный округ | ВВС Московского военного округа |                                    |            |
| 22.06.1941 г. | Московский военный округ | ВВС Московского военного округа |                                    |            |
| 06.08.1941 г. | Центральный фронт        | ВВС Центрального фронта         | 11-я смешанная авиационная дивизия |            |
| 27.08.1941 г. | Орловский военный округ  | ВВС Орловского военного округа  | 1-я запасная авиационная бригада   |            |
| 20.09.1941 г. | Ленинградский фронт      | ВВС 23-й армии                  | 5-я смешанная авиационная дивизия  |            |
| 18.02.1942 г. | Ленинградский фронт      | ВВС 23-й армии                  |                                    |            |

## Отличившиеся воины
- Поляков Сергей Николаевич, гвардии майор, командир 174-го штурмового авиационного полка Указом Президиума Верховного Совета СССР от 10 февраля 1943 года удостоен звания Герой Советского Союза. Посмертно.